# Vesicularia paulensis
Vesicularia paulensis är en bladmossart som beskrevs av Brotherus 1908. Vesicularia paulensis ingår i släktet Vesicularia och familjen Hypnaceae. Inga underarter finns listade i Catalogue of Life.